# 릴리스 수랴니

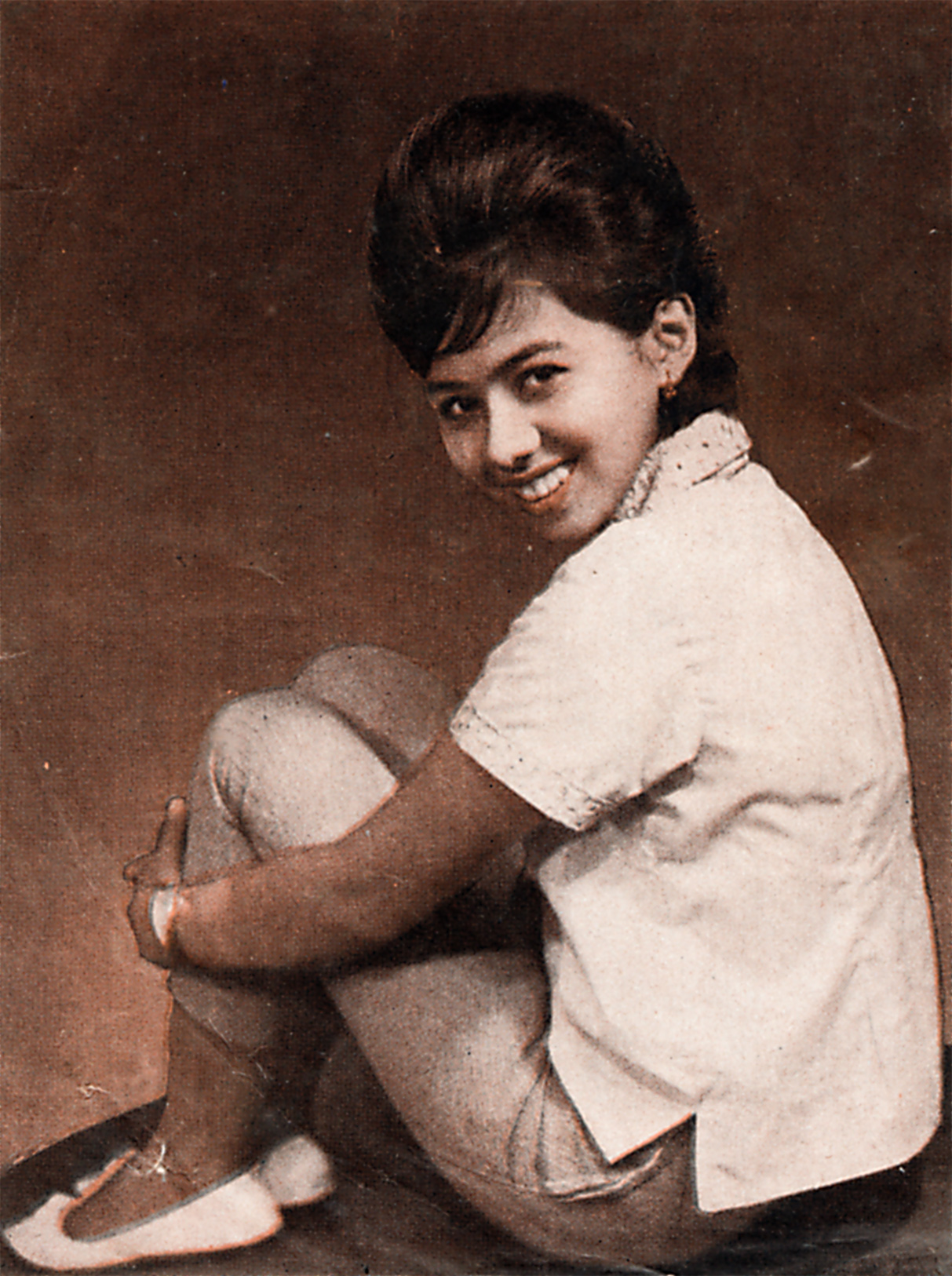
릴리스 수랴니 편집하기, 1963

릴리스 수랴니(인도네시아어: Lilis Surjani, 1948년 8월 22일 ~ 2007년 10월 1일)는 인도네시아의 여자 가수였다. 15세 때인 1963년 이라마 레코드와 계약했으며, 그 후 가수로 데뷔하여 폭발적인 인기를 끌었다. 데뷔 초기 노래에 당시 수카르노 대통령이 민주주의를 파괴하고 독재로 간다며 비판해 화제가 되었다. 40여년간 가요계에서 자리를 지키다가 2007년 신장암으로 타계했다. 생전에 불렀던 노래 <Tiga Malam>은 1997년 말레이시아 가수 시티 누르할리자와 남성 가수 그룹 2 by 2에 의해 리메이크되어 화제가 되었다.